# NGC 3835
NGC 3835 is een spiraalvormig sterrenstelsel in het sterrenbeeld Grote Beer. Het hemelobject werd op 14 april 1831 ontdekt door de Britse astronoom John Herschel.

## Synoniemen
- UGC 6703
- MCG 10-17-55
- ZWG 292.21
- IRAS 11413+6023
- PGC 36493